# أوس سانتاستيكوس

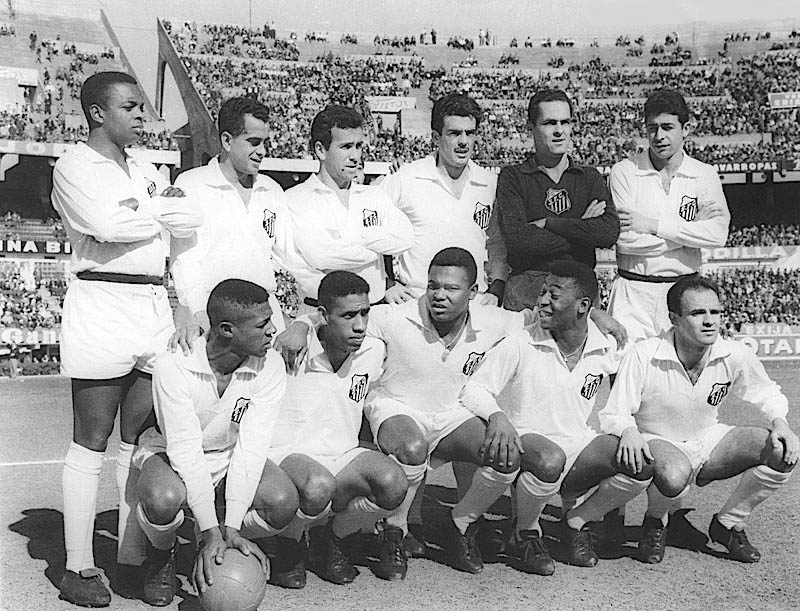
نادي سانتوس الذي فاز بأول كوبا ليبرتادوريس في عام 1962 بعد فوزهم على بنيارول 3-0 على ملعب مونومنتال أنتونيو فيسبوسيو ليبرتي في بوينس آيرس، الأرجنتين، 30 أغسطس 1962

أوس سانتاستيكوس (تلفظ برتغالي: ‎/us sɐ̃ˈtastʃikus/‏) هو الاسم المستعار لمجموعة لاعبي نادي سانتوس التي دربها لولا وأنتونينيو والتي فازت بما مجموعه 25 لقبًا بين عامي 1959 و1974، بما في ذلك لقبان في كوبا ليبرتادوريس. غالبًا ما يُعتبر أحد أقوى الفرق التي تم تجميعها على الإطلاق في أي رياضة، حيث سجل أكثر من 3000 هدف خلال هذه الفترة، بمتوسط يزيد عن 2.5 هدف لكل مباراة.
المعروف أيضًا باسم يا بالي برانكو (تلفظ برتغالي: ‎/u baˈlɛ ˈbɾɐ̃ku/‏، الباليه الأبيض) أو تايم دوس سونهوس (تلفظ برتغالي: ‎/ˈtʃĩmi dus ˈsõɲus/‏، فريق الأحلام)، سيطروا على كرة القدم البرازيلية وأصبحوا رمزًا بفضل اللعبة الجميلة بفضل شخصيات مثل جيلمار وماورو ومنغالفيو وكوتينيو وبيبي وبيليه الشهير. جعل بيليه نادي سانتوس مشهورًا في جميع أنحاء العالم في هذه الحقبة الثورية، لذلك اشتهر زملاؤه الأقل شهرة باسم «أصدقاء بيليه».

## وصلات خارجية
- الموقع الرسمي
 باللغة البرتغالية